# Long Lăng

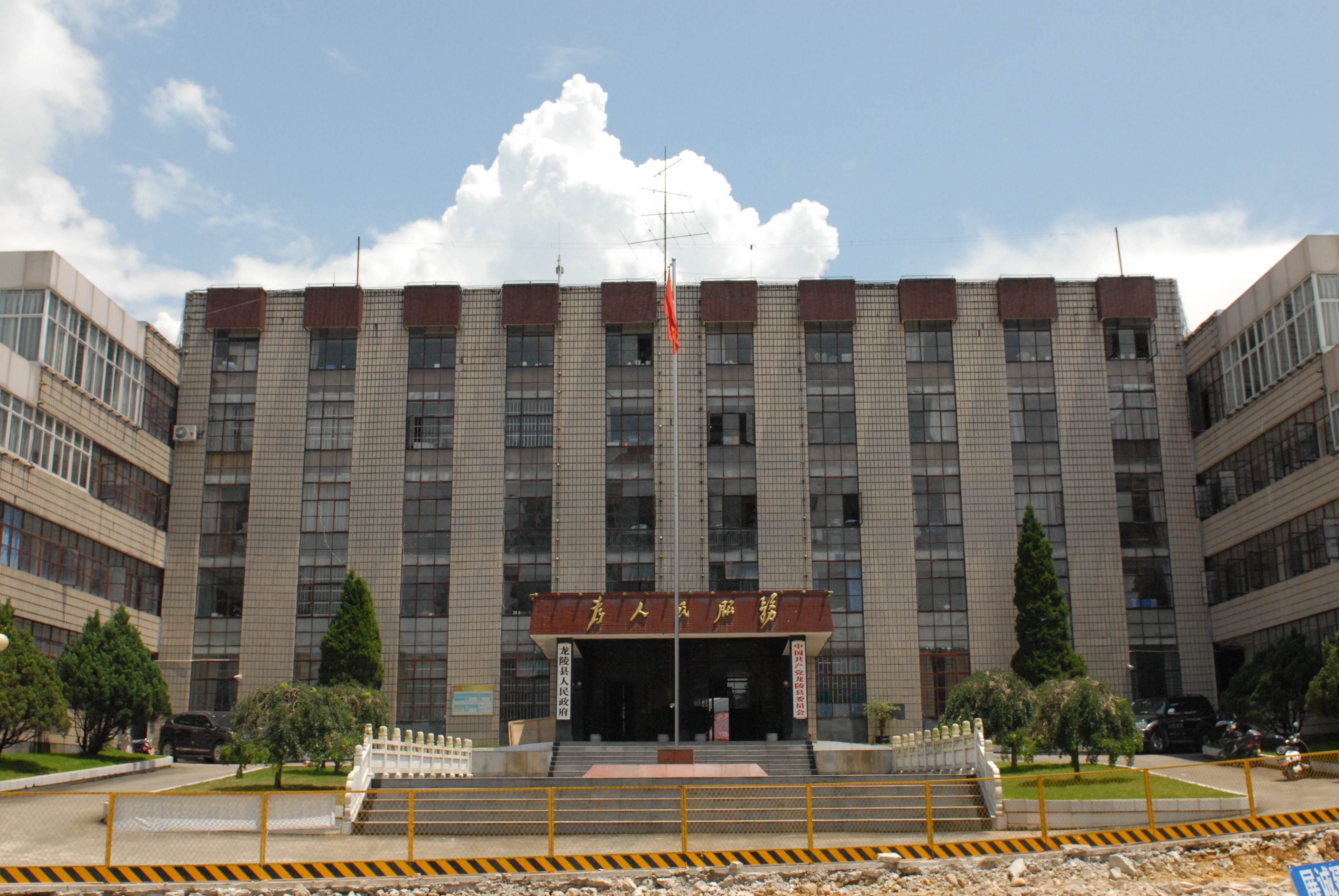
Long Lăng chính quyền

Long Lăng (tiếng Trung phồn thể: 龙陵縣, giản thể: 龙陵县, Hán Việt: Long Lăng huyện) là một huyện tại địa cấp thị, Bảo Sơn, tỉnh Vân Nam, Cộng hòa Nhân dân Trung Hoa. Huyện này có diện tích 2884 km2, dân số năm 2003 là 270.000 người. Huyện lỵ đóng tại trấn Long Sơn. 

## Các đơn vị hành chính
Địa cấp thị Thủy Phú có các
- trấn: Long Sơn (龙山镇) và Trấn An (镇安镇).
- Các hương: Hà Đầu (河头乡)、Long Giang (龙江乡)、Tịch Mãnh (腊勐乡)、Bích Trại (碧寨乡)、Long Tân (龙新乡)、Tượng Đạt (象达乡)、Bình Đạt (平达乡)、Mãnh Nhu (勐糯乡) và Mộc Thành Di tộc (木城彝族傈僳族乡)